# Collegio di Merthyr Tydfil and Aberdare
Merthyr Tydfil and Aberdare è un collegio elettorale gallese, rappresentato alla Camera dei Comuni del Parlamento del Regno Unito. Elegge un membro del Parlamento con il sistema first-past-the-post, ossia maggioritario a turno unico; l'attuale parlamentare è Gerald Jones del Partito Laburista, che rappresenta il collegio dal 2024.

## Estensione
Il collegio è costituito dalle seguenti aree:
- l'intero distretto di contea di Merthyr Tydfil, che il precedenza si trovava nel collegio di Merthyr Tydfil and Rhymney;
- parte del distretto di contea di Rhondda Cynon Taf, che il precedenza si trovava nel collegio di Cynon Valley.[1]

## Membri del parlamento
| Elezione | Elezione | Deputato     | Partito   |
| -------- | -------- | ------------ | --------- |
|          | 2024     | Gerald Jones | Laburista |

## Risultati elettorali

### Elezioni negli anni 2020
| Partito                    | Partito                                      | Candidato                  | Risultati 4 luglio 2024 | Risultati 4 luglio 2024 |
| Partito                    | Partito                                      | Candidato                  | Voti                    | %                       |
| -------------------------- | -------------------------------------------- | -------------------------- | ----------------------- | ----------------------- |
|                            | Laburista                                    | Gerald Jones               | 15 791                  | 44,84                   |
|                            | Reform UK                                    | Gareth Thomas              | 8 344                   | 23,69                   |
|                            | Plaid Cymru                                  | Francis Daniel Whitefoot   | 4 768                   | 13,54                   |
|                            | Conservatore                                 | Amanda Jenner              | 2 687                   | 7,63                    |
|                            | Lib Dem                                      | Jade Smith                 | 1 276                   | 3,62                    |
|                            | Verde                                        | David Griffin              | 1 231                   | 3,50                    |
|                            | Workers                                      | Anthony Cole               | 531                     | 1,51                    |
|                            | Indipendente                                 | Lorenzo De Gregori         | 375                     | 1,06                    |
|                            | Comunista                                    | Bob Davenport              | 212                     | 0,60                    |
|                            |                                              |                            |                         |                         |
| Iscritti                   | Iscritti                                     | Iscritti                   | 74 460                  | 100,00                  |
| ↳ Votanti (% su iscritti)  | ↳ Votanti (% su iscritti)                    | ↳ Votanti (% su iscritti)  | 35 215                  | 47,29                   |
| ↳ Astenuti (% su iscritti) | ↳ Astenuti (% su iscritti)                   | ↳ Astenuti (% su iscritti) | 39 245                  | 52,71                   |
|                            |                                              |                            |                         |                         |
|                            | Esito: collegio a Laburista (nuovo collegio) |                            |                         |                         |